# Mafia (huyện)
Mafia là một huyện thuộc vùng Pwani, Tanzania. Thủ phủ của huyện Mafia đóng tại Kilindoni. Huyện Mafia có diện tích 518 ki lô mét vuông. Đến thời điểm điều tra dân số ngày 25 tháng 8 năm 2002, huyện Mafia có dân số 40557 người.